# Euploea elisa
Euploea elisa är en fjärilsart som beskrevs av Butler 1866. Euploea elisa ingår i släktet Euploea och familjen praktfjärilar. Inga underarter finns listade i Catalogue of Life.